# Kelly Jones (musicien)
Pour les articles homonymes, voir Kelly Jones et Jones.
 (décembre 2019).
Si vous disposez d'ouvrages ou d'articles de référence ou si vous connaissez des sites web de qualité traitant du thème abordé ici, merci de compléter l'article en donnant les références utiles à sa vérifiabilité et en les liant à la section « Notes et références ».

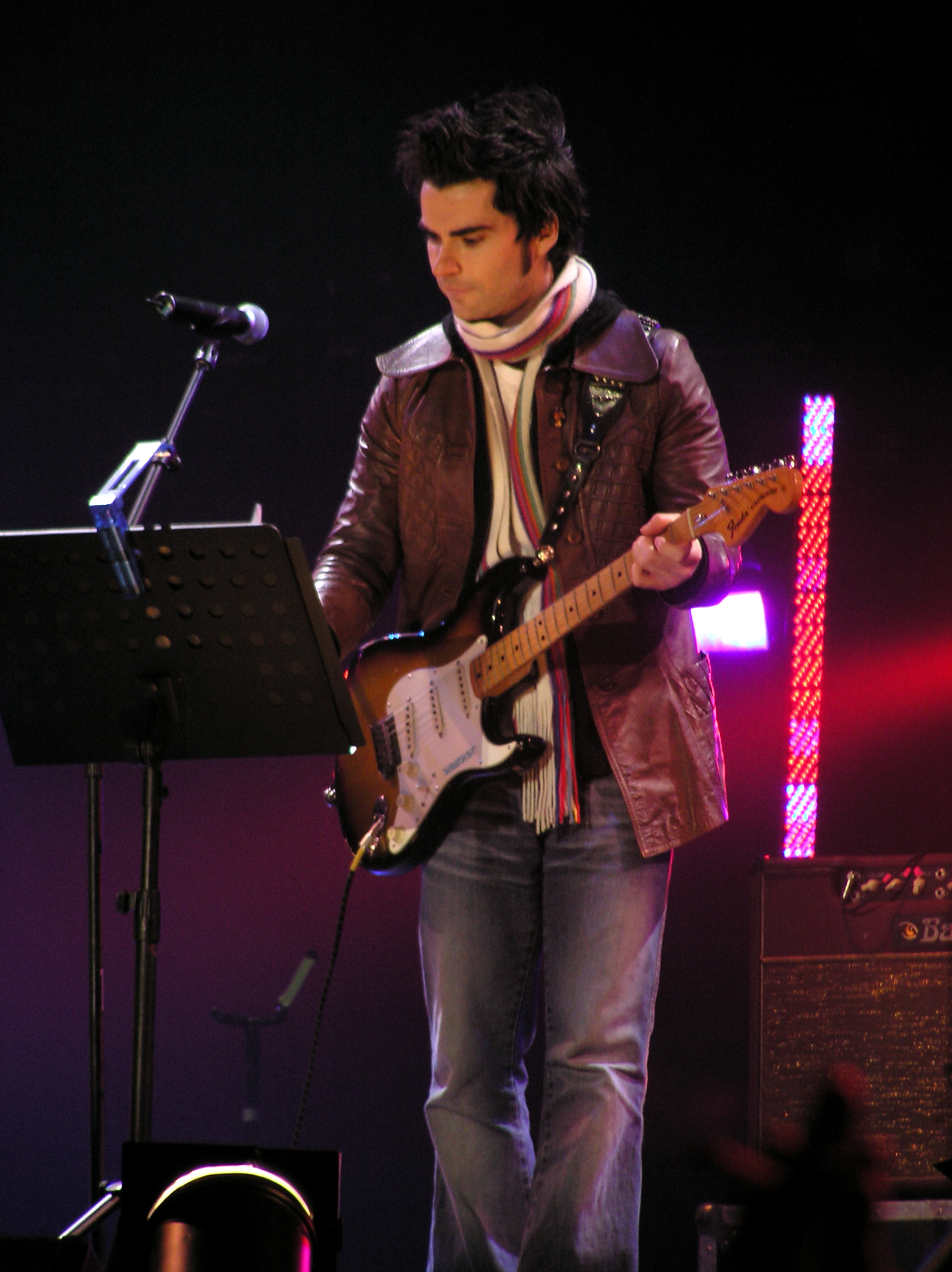
Kelly Jones lors d'un concert, en janvier 2005.

Kelly Jones est un musicien gallois, né le 3 juin 1974 à Cwmaman, dans le comté du Rhondda Cynon Taf (pays de Galles). Leader du groupe Stereophonics, il en est également le compositeur, chanteur et guitariste. Il a d'autre part réalisé deux albums solo.

## Biographie
Tout comme les autres membres fondateurs du groupe Stereophonics, Kelly a grandi dans le village de Cwmaman, au Pays de Galles. Bien qu'il ait quatre ans de moins que l'un de ses voisins, Stuart Cable (ancien batteur du groupe), cela ne les a pas empêchés de devenir rapidement de bons amis, bien longtemps avant de jouer ensemble.
Bien que, lors de sa jeunesse, il ait suivi un entraînement de boxeur, Kelly s'est rapidement distingué des autres grâce à ses talents pour l'écriture; avant de s'engager entièrement dans son groupe, il envisagea même de devenir scénariste (la BBC s'était intéressée à lui dès ses premières compositions). Cependant, au fil du temps, Kelly a réalisé qu'il pourrait pleinement profiter de son envie d'écrire à travers le travail de compositeur.
Kelly Jones est également assez célèbre pour son tempérament : il a déjà ouvertement insulté certains membres de groupes connus, comme Thom Yorke de Radiohead ou Matthew Bellamy de Muse ; Stuart aurait par ailleurs dit que "Kelly était souvent un vrai cauchemar".
Après 10 ans et 5 albums avec le groupe Stereophonics, le musicien a décidé de faire une parenthèse en solo en parallèle. Son premier album, Only The Names Have Been Changed, a vu le jour en 2007.
Cette parenthèse à but non commercial sera suivie par deux autres albums de Stereophonics : Pull the pin en 2008 et Keep calm & carry on à la fin de 2009. Une compilation des 10 ans du groupe decade in the sun sera sortie entre ces deux albums. Le groupe connaîtra un grand succès avec les grand tubes comme Maybe Tomorow, Dakota, Superman,Mr Writer. Kelly Jones et sa bande seront en deuil avec la mort de leur ancien batteur et ami Stuart Cable.
En février 2012, il interprète Can't Take My Eyes Off You en hommage à Gary Speed, sélectionneur de l'équipe du pays de Galles de football, disparu en novembre 2011.